# Janusz Kotowski
Janusz Józef Kotowski (ur. 25 marca 1966 w Rozogach) – polski samorządowiec i nauczyciel, prezydent Ostrołęki w latach 2006–2018.

## Życiorys
Ukończył studia z zakresu filozofii i teologii na Akademii Teologii Katolickiej w Warszawie. Przez kilkanaście lat pracował jako nauczyciel. Był m.in. współzałożycielem i dyrektorem Społecznego Liceum Ekonomicznego w Ostrołęce. Pełnił też funkcję zastępcy dyrektora Miejskiego Ośrodka Sportu i Rekreacji.
Wstąpił do Prawa i Sprawiedliwości. Od 1998 do 2005 był radnym i przewodniczącym ostrołęckiej rady miasta. Następnie przez rok zajmował stanowisko wicemarszałka województwa mazowieckiego. W wyborach do Parlamentu Europejskiego w 2004 bez powodzenia kandydował z listy PiS.
W drugiej turze wyborów samorządowych w 2006 został wybrany prezydentem Ostrołęki. Pokonał ubiegającego się o reelekcję Ryszarda Załuskę, uzyskując 9662 głosy (63,8%). Urząd objął 4 grudnia 2006. W 2010 uzyskał reelekcję w pierwszej turze. W 2014 został wybrany na trzecią kadencję, wygrywając drugą turę głosowania.
W 2018 jedyne kino w mieście, prowadzone przez podlegające prezydentowi miasta Ostrołęckie Centrum Kultury, odmówiło wyświetlania filmu Wojciecha Smarzowskiego Kler, co spotkało się ze znacznym rozgłosem. Zdaniem prezydenta była to jednak decyzja samorządu, a nie jego osobiście.
W 2018 Janusz Kotowski nie został wybrany na czwartą kadencję, ustępując w drugiej turze Łukaszowi Kulikowi. W tych samych wyborach uzyskał natomiast mandat radnego miejskiego w Ostrołęce, z którego zrezygnował w maju 2020.
Od maja 2019 do sierpnia 2020 Janusz Kotowski był członkiem zarządu przedsiębiorstwa Energa Elektrownie Ostrołęka. W grudniu 2020 został p.o. dyrektora Muzeum Żołnierzy Wyklętych w Ostrołęce. Później objął stanowisko dyrektora tej instytucji, funkcję tę pełnił do kwietnia 2024. W wyborach w tym samym roku uzyskał mandat radnego Sejmiku Województwa Mazowieckiego VII kadencji.

## Odznaczenia
Odznaczony Krzyżem Kawalerskim Orderu Odrodzenia Polski (2016) oraz Złotym Krzyżem Zasługi (2009). W 2013 otrzymał srebrny Medal za Zasługi dla Policji.